# مبادئ وتأملات

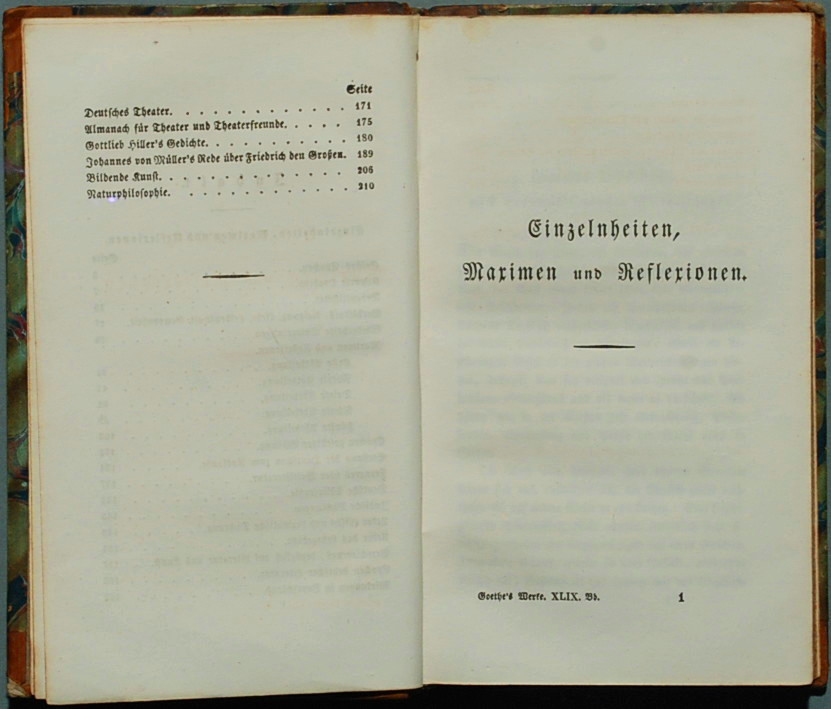

مبادئ وتأملات (بالألمانية: Maximen und Reflexionen) مجموعة من أقوال الشاعر الألماني يوهان فولفغانغ فون غوته، نُشرت للمرة الأولى في عام 1833، ثم نُشرت نسخة موسعة في العام 1840.

## وصلات خارجية
- مبادئ وتأملات، على أرشيف الإنترنت.
- مبادئ وتأملات، على مكتبة جامعة ويسكونسن-ماديسون.
- مبادئ وتأملات، على مكتبة جامعة هارفارد.
- مبادئ وتأملات، على كتب جوجل.
- مبادئ وتأملات، على موقع أمازون.